# تیم ملی فوتبال زیر ۱۷ سال سوئد
تیم ملی فوتبال زیر ۱۷ سال سوئد (سوئدی: svenska pojklandslaget i fotboll) نماینده این کشور در مسابقات بین‌المللی فوتبال مختص این رده سنی است.
این تیم تحت نظر اتحادیه فوتبال سوئد اداره می‌شود.